# Euphorbia allocarpa
Euphorbia allocarpa es una especie fanerógama perteneciente a la familia Euphorbiaceae. Es originaria de   Tanzania.

## Descripción
Es una hierba anual rastrera con ramas de ± 15 cm de largo, no espinosas.

## Ecología
Se encuentra en laderas pedregosas  y suelo de arena con vegetación de hoja caduca, en la sombra, a una altitud de 600 metros.  Sólo se conoce de una localidad de Tanzania.

## Taxonomía
Euphorbia allocarpa fue descrita por Susan Carter Holmes y publicado en Kew Bulletin 39: 644, f. 1/J–L. 1984.
Etimología
Euphorbia: nombre genérico que deriva del médico griego del rey Juba II de Mauritania (52 a 50 a. C. - 23), Euphorbus, en su honor – o en alusión a su gran vientre –  ya que usaba médicamente Euphorbia resinifera. En 1753 Carlos Linneo asignó el nombre a todo el género.
allocarpa: epíteto latino que significa "con semillas diferentes".